# Шаню, Пьер
Пьер Шаню (фр. Pierre Chanut; 22 февраля 1601 года, Рьом — 3 июля 1662 года, Ливри-сюр-Сен ) — французский дипломат, говоривший на 8 языках.

## Биография
В 1645 году был назначен французским посланником в Швецию, с поручением поддержать распадавшийся союз между Францией и Швецией. После Вестфальского мира ему было поручено выступить посредником в столкновении между Швецией и Польшей, для чего он был отправлен в качестве полномочного министра в Любек.
С 1653 по 1655 г. был французским посланником в Голландии, затем — членом королевского совета. Имел большое влияние на шведскую королеву Христину; посоветовал ей пригласить в Швецию Декарта, с которым был в дружеских отношениях. Королева читала вместе с Шаню Тацита, Вергилия и Эпиктета и заранее сообщила ему своё намерение отречься от престола.

## Творчество
Часть дипломатической переписки Шаню издал Linage de Vauciennes — «Mémoires de ce qui s’est passé en Suède, tiré des dépêches de M. Chanut» (Париж, 1676).